# ألبرت باومان
ألبرت باومان هو لاعب رماية سويسري، (و. م).

## وصلات خارجية
- ألبرت باومان على موقع أوليمبيديا (الإنجليزية)